# Grand Prix Criquielion 2016
La 23e édition du Grand Prix Criquielion a lieu le 15 mai 2016. Elle fait partie du calendrier UCI Europe Tour 2016 en catégorie 1.2 et constitue une des manches de la Topcompétition 2016 et de la Lotto Wallonia Cup 2016.

## Classement final
La course est remportée par le Belge Timothy Dupont (Verandas Willems). Il est suivi dans le même temps par ses compatriotes Timothy Stevens (Crelan-Vastgoedservice) et Rob Leemans (Baguet-MIBA Poorten-Indulek-Derito).
| \| Classement général \| Classement général \| Classement général \| Classement général \| Classement général \| \| Coureur \| Coureur \| Pays \| Équipe \| Temps \| \| ------------------ \| ------------------ \| ------------------ \| ---------------------------------- \| ------------------ \| \| 1er \| Timothy Dupont \| Belgique \| Verandas Willems \| 4 h 09 min 35 s \| \| 2e \| Timothy Stevens \| Belgique \| Crelan-Vastgoedservice \| + 0 s \| \| 3e \| Rob Leemans \| Belgique \| Baguet-MIBA Poorten-Indulek-Derito \| + 0 s \| \| 4e \| Emiel Wastyn \| Belgique \| An Post-ChainReaction \| + 0 s \| \| 5e \| Bert Van Lerberghe \| Belgique \| Topsport Vlaanderen-Baloise \| + 0 s \| \| 6e \| Alexander Maes \| Belgique \| Home Solution-Anmapa-Soenens \| + 0 s \| \| 7e \| Benjamin Declercq \| Belgique \| EFC-Etixx \| + 0 s \| \| 8e \| Lawrence Naesen \| Belgique \| Cibel-Cebon \| + 0 s \| \| 9e \| Joachim Vanreyten \| Belgique \| Lotto-Soudal U23 \| + 0 s \| \| 10e \| Jordi Warlop \| Belgique \| EFC-Etixx \| + 0 s \| |                    |          |                                    |                 |
| |                    |          |                                    |                 |
| Source : ProCyclingStats |                    |          |                                    |                 |
| Classement général |                    |          |                                    |                 |
| Coureur | Coureur            | Pays     | Équipe                             | Temps           |
| 1er | Timothy Dupont     | Belgique | Verandas Willems                   | 4 h 09 min 35 s |
| 2e | Timothy Stevens    | Belgique | Crelan-Vastgoedservice             | + 0 s           |
| 3e | Rob Leemans        | Belgique | Baguet-MIBA Poorten-Indulek-Derito | + 0 s           |
| 4e | Emiel Wastyn       | Belgique | An Post-ChainReaction              | + 0 s           |
| 5e | Bert Van Lerberghe | Belgique | Topsport Vlaanderen-Baloise        | + 0 s           |
| 6e | Alexander Maes     | Belgique | Home Solution-Anmapa-Soenens       | + 0 s           |
| 7e | Benjamin Declercq  | Belgique | EFC-Etixx                          | + 0 s           |
| 8e | Lawrence Naesen    | Belgique | Cibel-Cebon                        | + 0 s           |
| 9e | Joachim Vanreyten  | Belgique | Lotto-Soudal U23                   | + 0 s           |
| 10e | Jordi Warlop       | Belgique | EFC-Etixx                          | + 0 s           |